# 迈克·伯奇
迈克·伯奇（法語：Mike Birch；1931年11月1日—2022年10月26日）是一名加拿大领航员。他曾在1976年舉辦的一場帆船比赛上獲得第二名。2007年之後他不再參加比賽。